# Gaming Innovation Group
Gaming Innovation Group Inc. (GIG) є публічною компанією, що базується на Мальті, яка пропонує послуги онлайн-покеру, інтернет-казино, ставок на спорт через свої онлайн-ігрові сайти: Guts.com, Rizk.com, Betspin.com, Superlenny. com, Thrills.com і Kaboo.com; а також онлайн-маркетингові послуги. Крім того, компанія управляє платформою iGamingCloud.com — хмарним програмним забезпеченням для онлайн-ігор.
Gaming Innovation Group Inc зареєстрована в США, зі штаб-квартирою на Мальті. Крім того, компанія має офіси в п'яти інших містах по всій Європі (Марбелья, Осло, Крістіансанд, Гібралтар, Копенгаген). Акції компанії котируються на фондовій біржі Осло під тікером «GIG».
Виторг компанії за 2017 рік склав 120,4 мільйона євро.

## Історія
Gaming Innovation Group Ltd. була зареєстрована як Donkr International Ltd. в 2008 році на Мальті. Donkr International Ltd була холдинговою компанією Innovation Labs Ltd., яка керувала онлайн-форумом з покеру Donkr.com. У 2012 році Робин Рід (англ. Robin Reed) та Фродо Фагерлі (англ. Frode Fagerli) стали власниками компанії і назвали її Gaming Innovation Group Ltd.
У 2012 році компанія Guts Gaming Ltd. (Тепер MT SecureTrade Limited) була зареєстрована як повністю дочірня компанія Gaming Innovation Group Ltd. У травні 2013 року компанія запустила сайт Guts.com, що пропонує ставки на спорт та ігри в казино. У 2014 році MT Securetrade Ltd. отримала ліцензії на віддалені гри від Комісії з азартних ігор Великої Британії (Gambling Commission) та від Комісії з лотерей і Азартних Ігор Мальти (Malta Gaming Authority).
На початку 2015 року дочірня компанія (в той час неактивна компанія) H2Hpoker Ltd. була перейменована в iGamingCloud Ltd. і запустила B2B платформу iGamingCloud. Продукт вийшов у світ в лютому 2015 року. У лютому 2015 року Gaming Innovation Group і Nio Inc. підписали Угоду про обмін акціями, щоб обміняти весь випущений акціонерний капітал Gaming Innovation Group Ltd. на акції Nio Inc. Згодом Nio inc. прийняла назву Gaming Innovation Group Inc. і призначила Робіна Ріда своїм новим генеральним директором.
Gaming Innovation Group почала лістинг на фондовій біржі в Осло в червні 2015 року.
У січні 2016 року компанія запустила новий бренд Rizk.com, портал для онлайн-казино. Пізніше, в березні 2016 року, Gaming Innovation Group придбала компанію, яка пропонує ставки на спорт OddsModel AS коштом 21,74 мільйона нових акцій. У червні 2016 року Gaming Innovation Group придбала Betit Holdings за € 54 млн. В кінці 2016 року Gaming Innovation Group отримала ліцензію від Комісії з Лотерей та Азартних Ігор Мальти для дочірньої компанії BettingCloud Ltd.
У лютому 2017 року Gaming Innovation Group оголосила про запуск своїх брендів Guts.com і Super Lenny (SuperLenny.com) для британського ринку, отримавши офіційну ліцензію оператора на спортивні ставки від британської комісії з азартних ігор (UKGC). У вересні 2017 року на загальну суму в 13 мільйонів євро Gaming Innovation Group через свою дочірню компанію GIG Media придбала датську маркетингову компанію Rebel Penguin.
У листопаді 2017 року Gaming Innovation Group оголосила про відкриття нової ігрової студії GIG Games.
У січні 2018 року компанія відкрила нову штаб-квартиру на Мальті.
У квітні 2020 року GiG підписала угоду з Betway про надання спортивної книги Sportnco та управління рахунками гравців у Португалії. Того ж місяця завершилася угода з придбання Sportnco за €51,5 млн. GiG Media отримала нагороду iGB Affiliate як афіліат року для казино на заході 2022 року в Лондоні. У травні 2022 року компанія підписала угоду з Full Games SA про надання послуг з управління гравцями та ставок на спорт в Анголі, на новому регульованому ринку.

## Організаційна структура
GIG — американська корпорація, зареєстрована в штаті Делавер із зареєстрованими офісами в Бокеля, штат Флорида, США, де знаходиться бухгалтерський облік. GIG — холдингова компанія, вся комерційна діяльність якої здійснюється її дочірніми компаніями.
GIG зареєстрований в норвезькому реєстрі компаній як «зареєстрований Норвезький іноземний суб'єкт» (NUF) з номером організації 988 015 849.